# Liste de locutions latines commençant par R

## R
Aller à l'index de locutions latines
Rara avis in terris« Oiseau rare sur la terre. » Juvénal, Satires, 6, 165. Origine de l'expression "oiseau rare" qui se dit de tout ce qui est extraordinaire. Plus ordinairement, on ne cite que les deux premiers mots : rara avis.
Re« Au sujet de la  chose. » (Ablatif du latin res « chose ».) Cette formule latine que l'on trouve dans certains courriels signifie "au sujet de…"
Ratio legis« Raison de la loi. » Sens que le législateur a voulu donner à la loi. Formule juridique. Pensée présidant à l’élaboration de la loi et permettant d'en dégager l'esprit.
Rebus sic stantibus« Les choses demeurant en l'état. » Locution diplomatique ou contractuelle stipulant que les accords contractés demeurent valables dans la mesure où les conditions prévalant lors de sa ratification demeurent en l'état (statu quo).
Redde Caesari quae sunt Caesaris, et quae sunt Dei Deo« Rends à César ce qui appartient à César, et à Dieu ce qui appartient à Dieu. » Bible, Évangile selon Matthieu, 22, 21. Réponse de Jésus aux pharisiens qui lui demandaient s'il fallait payer le tribut à César.
Reductio ad absurdum« Raisonnement par l'absurde. » Méthode logique qui consiste à montrer qu'on aboutit à une contradiction si on admet pour vraie la négation de la proposition à démontrer. Voir Ab absurdo.
Reductio ad infinitum« Raisonnement à l'infini. » Type de raisonnement itérant à l'infini une certaine opération. Raisonnement aujourd'hui classique en mathématiques mais paradoxal en logique aristotélicienne.
Regina Dei Gratia« Reine par la grâce de Dieu. » (Voir Rex Dei gratia.)
Regis ad exemplar totus componitur orbis« L'exemple du monarque est la loi sur la terre. » Un des seuls vers du poète Claudien qui soit passé à la postérité.
Rem acu tetigisti« Tu as touché la chose de la pointe de l'aiguille. » Plaute, Rudens (Le Câble), 5, 2, 19. C'est-à-dire "Tu as mis le doigt dessus ; tu as deviné la chose."
Repetita juvant« La répétition plaît. » De même sens que Bis repetita placent et souvent utilisée ironiquement et par antiphrase pour faire remarquer à un orateur qu'il se répète inutilement.
Repetitio est mater studiorum« La répétition est la mère des études. » Attribué généralement à Saint Thomas d'Aquin.
Requiescat in pace« Qu'il repose en paix. » Verset de l'Office des morts figurant fréquemment en épitaphe apposée sur les tombes ou stèles mortuaires. L'abréviation R.I.P. est encore d'usage en domaine anglophone comme correspondant à la formule anglaise Rest In Peace de même sens.
Res ipsa loquitur« La chose parle d'elle-même. » En droit romain, circonstance accidentelle où le fait même entraîne la responsabilité des dommages, sauf à prouver par le responsable présumé que le dommage était inévitable. Par exemple, si un passant est blessé par la chute d'un pot de fleurs, le propriétaire du pot est présumé responsable sauf à prouver que l'accident était inévitable et hors de sa responsabilité. Ainsi l'antidate est révélée par le filigrane du papier portant un millésime postérieur.
Res judicata pro veritate habetur« La chose jugée doit être tenue comme le reflet de la vérité. » Adage juridique.
Res, non verba« Des actes, pas des mots. » Éternelle revendication des peuples à l'encontre des politiques.
Res nullius« Choses qui ne sont la propriété de personne. » Terres sans propriétaire, mais aussi l'air qu'on respire, les poissons dans la mer, les oiseaux dans le ciel…
Respice finem« Considère la fin. » Une forme de memento mori.
Reus in exceptione fit actor« Lorsque l'accusé soulève un point de défense, il lui appartient d'en faire la preuve. » Adage juridique.
Rex Dei gratia« Roi par la grâce de Dieu. » Titulature de nombreux souverains européens, figurant en particulier sur les pièces de monnaie. (Par exemple : "ELIZABETH II D. G. REGINA", c'est-à-dire "ELIZABETH II DEI GRATIA REGINA" sur les pièces de monnaie britanniques.)
Rex non potest peccare« Le Roi ne peut faire de mal ». Principe à la base de l'immunité des chefs d'État, la personne du Roi est sacrée et inviolable, il est juridiquement irresponsable pour ses actes.
Rex regnat sed non gubernat« Le roi règne mais ne gouverne pas. » Aphorisme politique en pseudo-latin du XVIIe siècle [réf. nécessaire].
Ridendo dicere verum quid vetat« Qu'est-ce qui empêche de dire la vérité en riant. » Horace, Satires, 1, 1, 24. Cette citation déforme passablement le texte original d'Horace : Quamquam ridentem dicere verum. « Bien que rien n'empêche de dire la vérité en riant. »
Rigor mortis« Rigidité cadavérique. » Des réactions chimiques rigidifient les membres des cadavres trois à quatre heures après la mort.
Roma invicta« Rome invincible. » Devise exaltante inscrite sous la statue de Rome.
Roma locuta, causa finita est« Rome a parlé, la cause est entendue. » Saint Augustin. Les décisions du Siège apostolique ne sont pas susceptibles d'appel.
Aller à l'index de locutions latines

### Rara avis in terris
Juvénal, Satires, 6, 163-169. [Traduction : Henri Clouard, Juvénal et Perse ; Paris, Garnier, 1934]
| Sit formonsa, decens, diues, fecunda, uetustos porticibus disponat auos, intactior omni crinibus effusis bellum dirimente Sabina, rara auis in terris nigroque simillima cycno, quis feret uxorem cui constant omnia? malo, malo Venustinam quam te, Cornelia, mater Gracchorum, si cum magnis uirtutibus adfers grande supercilium et numeras in dote triumphos. | Supposons une femme belle et bien prise, riche, féconde, qui affiche sous ses portiques les portraits de lointains aïeux, plus chaste que les Sabines qui se jetèrent tout échevelées dans le combat et mirent fin à une guerre, - ah ! voilà un oiseau rare en ce monde, un véritable cygne noir. Or, qui supporterait pour épouse cette femme accomplie ? J'aimerais mieux, oui ma foi, une paysanne de Venouse que toi, Cornélie, mère des Gracques, si tu m'apportes avec tes vertus sublimes de grands airs et que tu comptes dans ta dot les triomphes de ta lignée. |
Retour à la liste des locutions latines.